# Idaea arhostiodes
Idaea arhostiodes là một loài bướm đêm trong họ Geometridae.